# Asilo di polizia
Asilo di polizia è un film del 1986 diretto da Filippo Ottoni.

## Trama
Donald e Paul sono due investigatori di New York coinvolti in una guerra tra bande italo-americane che si contendono il mercato dei formaggi a New York e a Roma.

## Produzione

### Riprese
Le riprese furono effettuate nel 1985 sia negli Stati Uniti (New York) che in Italia. Alcuni esterni italiani furono: nel borgo di Castello di Rota (la sede del caseificio Zanetti), e in Piazza Umberto I° a Oriolo Romano (la sede del caseificio Lombardi). Altri luoghi includono Roma, Pisa e Venezia.

## Distribuzione
Fu presentato in Italia nel settembre 1986 al Funny Film Festival di Boario Terme e distribuito nelle sale il 28 novembre successivo. Fu pubblicizzato o programmato brevemente anche col titolo Occhio di tinca, apprendista detective.
Fu distribuito negli Stati Uniti coi titoli Detective School Dropouts, Dumb Dicks e Private Detectives

## Accoglienza

### Incassi
Negli Stati Uniti il film incassò solamente 22.123 dollari.

### Critica
(Morando Morandini, Il Giorno, 24 dicembre 1986)
(Corriere della Sera, 27 dicembre 1986)
(Ettore Nuara, Ciak si gira, n. 1, gennaio 1987)
(Piero Perona, Stampa Sera, 10 giugno 1987)
(Il Tempo)